# Mathias Jenniges
Jean Mathieu (Mathias) Jenniges (Verviers, 18 april 1873 ― Stembert, 14 februari 1951) was een Belgisch advocaat, magistraat in Congo-Vrijstaat en politicus voor de Katholieke Partij.

## Biografie
Jenniges' grootvader verhuisde in 1840 van Udenbreth naar Elsenborn. Diens zoon Johann Jenniges leerde het vak van smid en verhuisde naar Verviers, die wegens haar internationaal gewaardeerde wolproductie in die tijd een van de rijkste steden van België was en die tot de Eerste Wereldoorlog een grote Duitse gemeenschap kende. Hier huwde Johann Jenniges met een uit Aken afkomstige weduwe. Uit hun huwelijk werden vijf kinderen geboren, onder wie Mathias Jenniges.
Mathias Jenniges volgde lager onderwijs aan de Duitstalige christelijke Saint-Lambertschool in Verviers, waar hij tweetalig onderwijs (Frans en Duits) kreeg. Vervolgens volgde hij Latijn-Griekse humaniora bij de Jezuïeten aan het Collège Saint-François-Xavier, waar hij in 1891 afstudeerde. Hij besloot zich daarna niet in te schrijven aan een universiteit en gaf enkele jaren Latijn in het college, nadat hij via de centrale examencommissie twee kandidaturen had behaald. In dezelfde periode besloot hij ook voor de Belgische nationaliteit te kiezen. Vervolgens werd Jenniges de privéleraar van de blinde zoon van de familie Melen, met wie hij rechten ging studeren aan de Universiteit Luik. In 1899 studeerden ze beiden met grote onderscheiding af, waarna Jenniges zich als advocaat inschreef aan de Balie van Verviers. Aan de universiteit sloot Jenniges zich aan bij de Deutscher Sprach Verein en raakte hij sterk beïnvloed door de christendemocratische ideeën van de Luikse professor Godefroid Kurth. Bij de gemeenteraadsverkiezingen van oktober 1899 voerde Jenniges campagne voor de christendemocratische Union Démocratique de Verviers.
In mei 1900 kreeg Jenniges een betrekking in Congo-Vrijstaat als plaatsvervangend substituut, eerst bij de rechtbank van eerste aanleg in Neder-Congo, vanaf juli 1900 bij de territoriale rechtbank van Leopoldstad en van februari 1901 tot juli 1902 bij die van Matadi. Op 10 november 1902 volgde zijn promotie tot magistraat en drie dagen later werd hij benoemd tot substituut van de openbaar aanklager bij de territoriale rechtbank van Katanga. Van december 1902 tot juli 1905 was hij tevens substituut van de oorlogsraad van de regio Luapala. In Congo-Vrijstaat bestudeerde Jenniges lokale dialecten en publiceerde hij eveneens linguïstieke en etnografische werken. In 1905 verliet hij Congo-Vrijstaat en keerde hij terug naar Verviers, waar zijn stage als advocaat afmaakte en twee conferenties gaf om de wandaden van het regime in Congo-Vrijstaat aan de kaak te stellen. Ook publiceerde hij nog enkele werken over Congo. 
In 1907 schreef hij zich opnieuw in aan de balie van Verviers en ook engageerde hij zich terug in de politiek. In 1906 publiceerde hij een tweewekelijks militant christendemocratisch blad, Le Franc Parler, waarin hij zijn steun uitsprak voor de arbeidersbeweging. In oktober 1911 was Jenniges voor de christendemocraten kandidaat bij de gemeenteraadsverkiezingen in Verviers, zonder succes. Twee maanden later stichtte hij met enkele confraters de sociale studiekring Léon XIII op.
Tijdens de Eerste Wereldoorlog hield Jenniges zich gedeisd. In 1920, na afloop van de Eerste Wereldoorlog, werden de voorheen Duitse kantons Eupen en Malmedy overgedragen aan België. Omdat Jenniges de Duitse taal vloeiend sprak, werd hij gezien als ideale vertegenwoordiger van die kantons. Bij de verkiezingen van 15 april 1925, de eerste verkiezingen waarin kiezers uit de kantons Eupen en Malmedy mochten stemmen, stelde hij zich kandidaat voor een zetel in de Kamer van volksvertegenwoordigers en stond hij op de derde plaats van de katholieke lijst in het arrondissement Verviers. Op basis van de eerste resultaten van deze verkiezingen werd Jenniges als verkozen verklaard. De commissie van onderzoek der geloofsbrieven besloot echter tot een hertelling van de stemmen uitgebracht in de provincie Luik over te gaan, waaruit bleek dat de zetelverdeling in die provincie aangepast moest worden. Hierdoor verloor Jenniges zijn zetel ten voordele van de socialist Marc Somerhausen. Hij wees vervolgens het aanbod om gecoöpteerd senator te worden af en verliet teleurgesteld de politiek.
Jenniges trok zich nadien terug in de advocatuur en pleitte in verschillende processen. Zo verdedigde hij de leiders van het Heimattreue Front, die aansluiting bij het Derde Rijk nastreefden en wegens staatsvijandige activiteiten vervolgd werden voor het Hof van Beroep in Luik. In 1932 was hij stafhouder van de Balie van Verviers. Bij de uitbraak van de Tweede Wereldoorlog raakte Jenniges betrokken bij een ongeval, waarna hij verlamd bleef. Hierdoor kon hij niet meer optreden als advocaat. Na de Bevrijding toonde Jenniges zich wel zeer kritisch over de excessen van de Repressie. In 1949 werd hij vanwege zijn vijftigjarige jubileum als advocaat nog onderscheiden met de Orde van Leopold II en twee jaar later overleed hij.